# Corymbitodes nikkoensis
Corymbitodes nikkoensis là một loài bọ cánh cứng trong họ Elateridae. Loài này được Jakobson miêu tả khoa học năm 1913.